# Балта (Бурятія)
Балта (рос. Балта) — улус Мухоршибірського району, Бурятії Росії. Входить до складу Сільського поселення Цолгинського.
Населення —  301 особа (2015 рік). 